# Thunovská utca
A Thunovská Prága várnegyedében található, az egyike azon utcáknak, amelyek megőrizték középkori karakterüket.

## Története
A nagyjából 350 méter hosszú utca a Szűz Mária-templom fölött fekvő területet köti össze a Tomášská utcával. Kapcsolódik a prágai vár főteréhez vezető lépcsőhöz is. Az utca a Thunovský-palotáról kapta a nevét, amelyet 1870 óta használnak hivatalosan. Az épületben jelenleg az Egyesült Királyság nagykövetsége működik. A diplomáciai képviselet Thunovská utcai sarkánál helyezték el František Belský cseh szobrász Winston Churchill brit miniszterelnököt ábrázoló büsztjét.
A 14. században az utcát Pod Stupninak (Lépcső alatti) nevezték. A 18. században az utca alsó végét Sklenářská (Üvegműves) utcának hívták egy helyi művész után, illetve Farní (Paplaknak) utcának a Szent Miklós-templom parókiája nyomán. Az utca felett három hidacska ível át.